# Comité Paralímpico Nacional de Nepal
El Comité Paralímpico Nacional de Nepal es el comité paralímpico nacional que representa a Nepal. Esta organización es la responsable de las actividades deportivas paralímpicas en el país. Es miembro del Comité Paralímpico Internacional y del Comité Paralímpico Asiático.